# Silas Hare

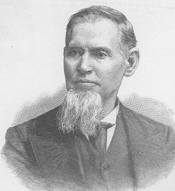
Silas Hare

Silas Hare (* 13. November 1827 im Ross County, Ohio; † 26. November 1908 in Washington, D.C.) war ein US-amerikanischer Politiker. Zwischen 1887 und 1891 vertrat er den Bundesstaat Texas im US-Repräsentantenhaus.

## Werdegang
Im Jahr 1840 kam Silas Hare mit seinen Eltern in das Hamilton County in Indiana. Er besuchte öffentliche und private Schulen seiner neuen Heimat. Während des Mexikanisch-Amerikanischen Krieges war er Soldat in einer Freiwilligeneinheit aus Indiana. Nach einem anschließenden Jurastudium und seiner 1850 erfolgten Zulassung als Rechtsanwalt begann er in Noblesville in diesem Beruf zu arbeiten. Im Jahr 1853 zog er nach Belton in Texas, wo er weiterhin als Anwalt praktizierte. 1862 wurde er im Gebiet des späteren Staates New Mexico Richter unter der Regierung der Konföderierten Staaten. Danach nahm er als Hauptmann im Heer der Konföderation am Bürgerkrieg teil.
Nach dem Krieg arbeitete Hare zunächst wieder als Rechtsanwalt. Zwischen 1873 und 1876 war er Kriminalrichter. Gleichzeitig schlug er als Mitglied der Demokratischen Partei eine politische Laufbahn ein. Im Jahr 1884 war er Delegierter zur Democratic National Convention in Chicago, auf der Grover Cleveland erstmals als Präsidentschaftskandidat nominiert wurde. Bei den Kongresswahlen des Jahres 1886 wurde Hare im fünften Wahlbezirk von Texas in das US-Repräsentantenhaus in Washington gewählt, wo er am 4. März 1887 die Nachfolge von James W. Throckmorton antrat. Nach einer Wiederwahl konnte er bis zum 3. März 1891 zwei Legislaturperioden im Kongress absolvieren. Im Jahr 1890 wurde er von seiner Partei nicht mehr zur Wiederwahl nominiert.
Nach dem Ende seiner Zeit im US-Repräsentantenhaus betätigte sich Silas Hare als Anwalt in der Bundeshauptstadt Washington, wo er am 26. November 1908 verstarb.